# Dakidarría
Dakidarría es una banda fundada en 2003, de ska punk y reggae procedente del Valmiñor (Galicia).

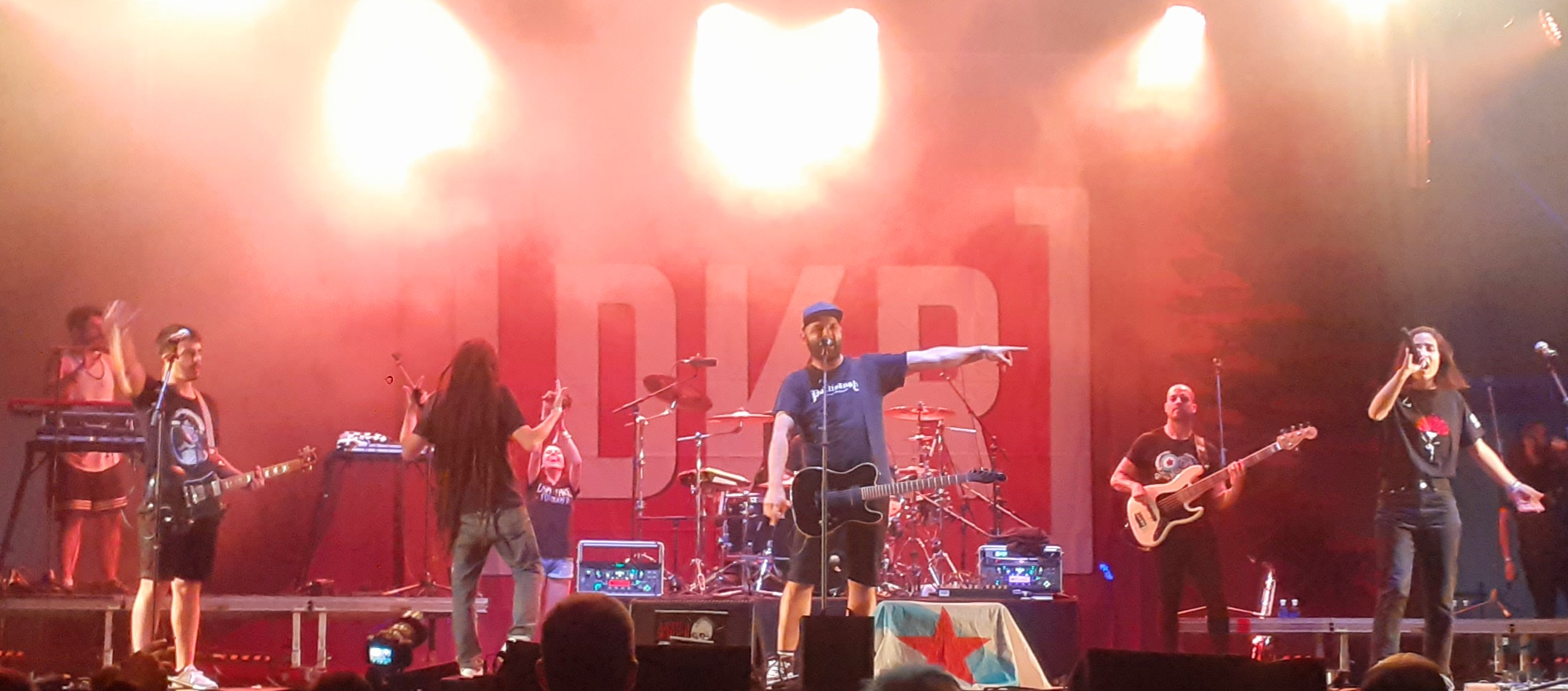
Formación de Dakidarría en 2022.

 El nombre "Dakidarria" proviene de un término vasco que en gallego hace referencia a un tipo de alegría. Este nombre refleja a la perfección la filosofía de la banda: transmitir buen rollo, optimismo y energía positiva a través de su música. Formada en el año 2003, la banda comenzó cantando en español en sus inicios,fue a partir del año 2010 cuando se pasó al gallego alentada por la persecución ideológica a la que la disidencia gallega se veía sometida y en apoyo a los presos y las presas políticas gallegas. Además, en sus canciones llegan a incluir palabras de hasta 12 lenguas, hacen numerosas críticas políticas y sociales en contra del capitalismo, el consumismo y la alienación así como dejan un espacio para cantarle a las emociones, los sentimientos y a ciertos valores humanos. Su música es descrita como alegre y divertida tratando de transmitir la máxima zapatista de rebeldía y alegría.[cita requerida] Defienden el internacionalismo, la libertad o segregación de los pueblos y la diversidad cultural. Numerosos colectivos sociales gallegos utilizan su música para diversos proyectos.

## Miembros
El grupo actualmente está formado por nueve músicos:
- Gabri (guitarra y voz principal).
- Iñaki(guitarra y voces).
- Paula (trombón).
- Antón Torroncho (bajo y voces).
- Juaki (trompeta y voces).
- Anxo (saxo barítono).
- Jorge Guerra (Batería)
- Pol (programaciones y voces).
- Laura Mercy (voces y percusiones)

## Antiguos miembros
- Simón (guitarra)
- Ximo Tomás Maki (batería).
- Beler (Trombón)
- Xavi (Bajo)
- Israel Ligre (Bajo y voces)
- Antonio (Trombón)
- Canelo (Batería)
- Vilas (Batería)
- David (Bajo y voces)
- David Giráldez "Birras" (trompeta)

## Discografía
- Diskordia Nas Rías Baixas. Maqueta (2002).
- Fragasaurus Rex (2005).
- El futuro nunca existió (2008).
- Realidades alienantes... (2010).
- ...Utopías Emergentes (2011).
- Terra (2013)
- #10AnosNaRúa (2015).
- Utopías EmerXentes (2015).
- De Cuncas e de Mar (2016).
- Filosofía Incendiaria (2018)
- Colaxe (2022)
- XX (2024)